# آرش اکبری
آرش اکبری شلدره (زاده ۱۵آذر۱۳۶۹) بازیکن فوتبال اهل ایران است که در پست مهاجم برای باشگاه فوتبال فیضکند در لیگ عالی تاجیکستان بازی می‌کند.
در فصل جدید ۲۰۲۳ آرش اکبری به تیم رگرتاداز تاجیکستان پیوست.
اکنون به مدت یک فصل با این تیم تاجیکستانی قرارداد دارد
وی فرزند نویسنده معروف، فریدون اکبری شلدره است.